# نادیا غلام
نادیا غلام دستگیر (متولد ۴ ژوئن ۱۹۸۵ در کابل) یک زن افغان است که برای فرار از سختگیری‌های طالبان علیه زنان، به مدت ده سال خود را جای برادر درگذشته‌اش جا زد. کتاب او دربارهٔ تجربیاتش که با اگنس روتگر نوشته و در سال ۲۰۱۰ منتشر شد، El secret del meu turbant (راز دستار من) برنده جایزه پرودنسی برترانا در رده بهترین داستان شد.

## زندگی و انتشارات
در سال ۱۹۹۳، بخشی از خانه خانواده غلام با فرود یک بمب ویران شد. او در مجموع دو سال را در بیمارستان‌های مختلف گذراند تا جراحاتی را که در بمباران وارد شده بود، درمان کند. پس از تسلط طالبان بر کابل، نادیا در سن ۱۱ سالگی با مادرش تصمیم گرفت که خود را به شکل یک پسر درآورد و هویت برادر مرده‌اش زلمی را پذیرفت تا بتواند خانه را به تنهایی ترک کند و برای تأمین معاش خانواده‌اش کار کند. او در کودکی به فراگیری قرآن پرداخت و در مسجد دستیار شد و در ۱۶ سالگی اجازه یافت تا تحصیلات خود را از سر بگیرد.
با شروع دوباره جنگ در افغانستان در آغاز قرن بیست و یکم، داستان غلام برای برخی از غربی‌ها شناخته شد و بر اساس آن فیلم اقتباسی اسامه در سال ۲۰۰۳ ساخته شد. در سال ۲۰۰۶، انجمن حقوق بشر در افغانستان، یک سازمان غیردولتی بین‌المللی در کابل، امکان نقل مکان او را به کاتالونیا در اسپانیا فراهم کرد، جایی که او تحت عمل جراحی ترمیمی صورت قرار گرفت.
در سال ۲۰۱۰، با اگنس روتگر، کتابی به عنوان El secret del meu turbant (راز دستار من) را منتشر کرد که برنده جایزه Prudenci Bertrana برای داستان شد. در سال ۲۰۱۴ با انتشار کتاب قصه‌هایی که مرا شفا دادند، توانست به جایزه جایزه ویژه ماره ترا را کسب کند و در سال ۲۰۱۶ با خاویر دیگوئز La primera estrella de la noche (اولین ستاره شب) را نوشت. او در سال ۲۰۱۶ مدرک لیسانس خود را در زمینه آموزش اجتماعی و در سال ۲۰۱۹ مدرک کارشناسی ارشد خود را در توسعه بین‌المللی دریافت نمود. نادیا غلام همچنین فیلمی به عنوان نادیا ساخت که مستندی دراماتیزه‌شده دربارهٔ زندگیش است که به کمک کارلس فرناندز گیوا ساخته شد.
در سال ۲۰۱۶، غلام سازمان پل‌هایی برای صلح را تأسیس کرد، یک سازمان غیردولتی که دوره‌های زبانی را برای مهاجران در کاتالونیا فراهم می‌کند و همچنین به کودکان مدرسه‌ای در افغانستان با مطالب و تکالیف خواندن کمک می‌کند.

## تحصیلات
- ۲۰۰۹: مدرک کاردانی در علوم کامپیوتر، مؤسسه لا پیندا، بادالونا (اسپانیا)
- ۲۰۱۱: مدرک کاردانی در ادغام اجتماعی، Institut Eugeni d'Ors de Badalona (اسپانیا)
- ۲۰۱۶: مدرک لیسانس در آموزش اجتماعی، URL Facultat Pere Tarrés، بارسلون (اسپانیا)
- ۲۰۱۹: مدرک کارشناسی ارشد در توسعه بین‌المللی، Institut Barcelona D'Estudis Internacionals (اسپانیا)

## جوایز
- ۲۰۱۰: جایزه ادبی ژیرونا: جایزه پرودنسی برترانا برای کتاب El Secret del meu Turbant
- 2016: Primis Trencant Invisibilitats ۲۰۱۶ برای تحول اجتماعی و غلبه بر کلیشه‌های جنسیتی، شورای شهرداری زنان، بادالونا (اسپانیا)
- 2020: Premis Ones Mención especial Mare Terra de la XXVI edición de los Premis Ones Mediterrania، برای فعالیت و ایجاد صلح در کاتالونیا
- ۲۰۲۰: جایزه اقدام اجتماعی-آموزشی و فراگیر الکترونیکی، بنیاد اسپلای برای شهروندی متعهد[۸]